# 汉斯·卢贝尔
汉斯·卢贝尔（德語：Hans Luber，1893年10月15日—1940年10月15日），德国前男子跳水运动员。他曾代表德国参加1912年夏季奥林匹克运动会跳水比赛，获得男子3米跳板银牌。他也获得过两枚欧洲锦标赛金牌。